# Aleiphaquilon myrmex
Aleiphaquilon myrmex là một loài bọ cánh cứng trong họ Cerambycidae.